# Voluntariado ambiental
El voluntariado ambiental es aquel que tiene como fundamento y objetivo la realización de acciones de conservación del medio ambiente. Las organizaciones ambientalistas basan sus actividades con mucha frecuencia en el voluntariado ambiental.

## Acciones
Entre las acciones en las que frecuentemente toman parte voluntarios se pueden citar
- Presión, a través de ciberacciones, manifestaciones, puntos de información, etc.
- Restauración ambiental, repoblaciones, limpieza de residuos, etc.
- Censos e inventarios, necesarios para llevar a cabo atlas de distribución, seguimiento de poblaciones, etc.
- Divulgación´
- Difundir y crear conciencia a través de jornadas ambientales involucrando a empresas privadas, gubernamentales así como sociedad civil, haciendo partícipes a directivos, empleados y sus familias.

## Organizaciones ambientales
Entre las organizaciones ambientales que emplean voluntarios para sus actividades, destacan:
Internacional
- BirdLife tiene entre sus pilares el trabajo con la población. Su programa WorldBirds incorpora el concepto de ciencia ciudadana que moviliza miles de voluntarios en el Mundo para el seguimiento de las aves.[2]

En España
- SEO/BirdLife, la ONG ambiental que más voluntarios mueve en España cada año[3]

- WWF[4]

En Guatemala
- Plantemos, Desde el 2012, Plantemos ha dedicado todos sus esfuerzos a la restauración y protección forestal a través de incentivar personas en la participación en eventos de reforestación donde brindamos educación ambiental y sentido de comunidad al realizar todos una misma labor.